# Бруттий Сура
Квинт Бру́ттий Су́ра (лат. (Quintus) Bruttius Sura; умер после 87 года до н. э.) — древнеримский военный деятель из неименитого плебейского рода, легат в Македонии в 93—87 годах до н. э.

## Биография
Бруттий принадлежал к малоименитому плебейскому роду оскского или луканского происхождения. Во время Первой Митридатовой войны в 89—85 годах до н. э. Квинт занимал должность легата-проквестора (Legatus pro quaestore) в войске проконсула Македонии Гая Сентия (Сатурнина). На этом посту он одержал морскую победу над понтийским военачальником Метрофаном и захватил остров Скиатос.
Зимой 88/87 года до н. э. он в течение трёх дней боролся при Херонее против Архелая и Аристиона, однако исход боя был неопределённым. Затем Сура был отозван обратно в Македонию, где вернулся к исполнению своих прежних обязанностей.
Возможно, какие-то родственные связи имелись между легатом-проквестором Македонии и неким Гаем Бруттием, сыном Гая, из Сергиевой трибы, последовательно занимавшим должности проквестора и эдила, чьё имя фигурирует в одной надписи, обнаруженной в Грументе и датируемой годом консульства Публия Корнелия и Квинта Цецилия (57 до н. э.).